# Arabella Kiesbauer

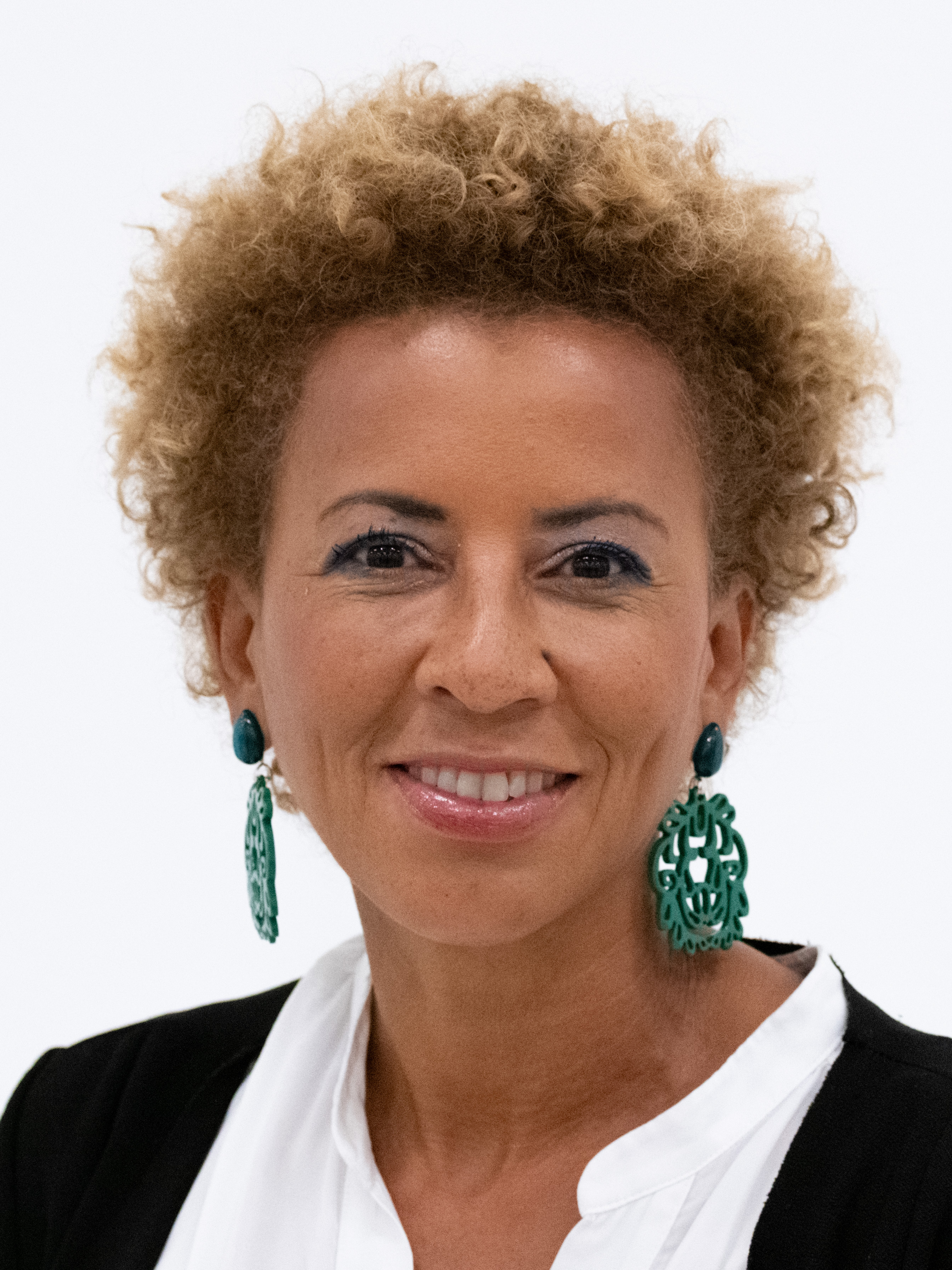
Arabella Kiesbauer (2022)

Arabella Kiesbauer (bürgerlich Cosima Arabella-Asereba Eblinger, * 8. April 1969 in Wien) ist eine deutsche Fernsehmoderatorin. Bekannt wurde sie mit der Talkshow Arabella, die von 1994 bis 2004 auf ProSieben ausgestrahlt wurde. Kiesbauer lebt und arbeitet in Österreich.

## Leben
Arabella Kiesbauer wurde als Tochter der deutschen Theaterschauspielerin Hannelore Kiesbauer und des ghanaischen Maschinenbauingenieurs Sammy Ammissah († 1999) geboren und wuchs bei ihrer Großmutter in Wien auf. Nach der Matura am Lycée Français de Vienne studierte sie Publizistik und Theaterwissenschaft. Sie schloss ihr Studium mit einer Diplomarbeit über das Thema Der historische Roman Thomas Beckets im Theater von Jean Anouilh, T. S. Eliot und Christopher Fry ab.
Kiesbauer führte sieben Jahre lang eine Beziehung mit dem gleichaltrigen Maler und Fotografen Fred Schuler. Seit November 2004 ist sie mit dem Wiener Personalberatungsunternehmer Florens Eblinger verheiratet. Das Paar hat eine Tochter (* 2007) und einen Sohn (* 2010) und lebt in Wien. Sie nahm den Familiennamen ihres Mannes an; öffentlich tritt sie weiterhin als Arabella Kiesbauer auf.

## Karriere
Ihre Fernsehkarriere begann sie als Moderatorin der ORF-Jugendsendung X-Large von 1987 bis 1993. Als der 1991 aus den USA zurückgekehrte ProSieben-Chefredakteur Jörg van Hooven den damaligen Geschäftsführer und Vorstandsvorsitzenden des Senders Georg Kofler anstieß, eine Talkshow wie die US-amerikanische The Phil Donahue Show anzubieten, wurde Kiesbauer – so Kofler – aufgrund ihres „Temperaments, Ausstrahlung und rhetorischen Spontanität“ Wunschmoderatorin des Projekts. Kiesbauer wurde während des Vorstellungsgesprächs gefragt, ob sie auch Hochdeutsch sprechen könne, was sie entschieden bejahte, obwohl sie die Frage verwunderte, da sie der Meinung war, das Gespräch bereits in Hochdeutsch zu führen. Für den Privatsender war sie zunächst als Ansagerin tätig und u. a. auch für das Magazin Rund um Hollywood.
1994 startete auf ProSieben ihre werktägliche Talkshow Arabella. Im selben Jahr veröffentlichte sie auch eine CD mit dem Titel Number One.
Kiesbauer spielte eine maßgebliche Rolle als Vertreterin des Sendeformats der „lauten“ Nachmittagstalkshow, das die Zuschauer polarisiert. 1994 wurde sie für die unkonventionelle Talkshow, die – statt Prominente – Durchschnittsmenschen als Gäste hatte, mit dem Bayerischen Fernsehpreis ausgezeichnet. Vom bayerischen CSU-Politiker Edmund Stoiber wurde die Talkshow Arabella später wegen ihrer „niveaulosen, minderwertigen, primitiven und unmenschlichen Darstellung“ kritisiert.

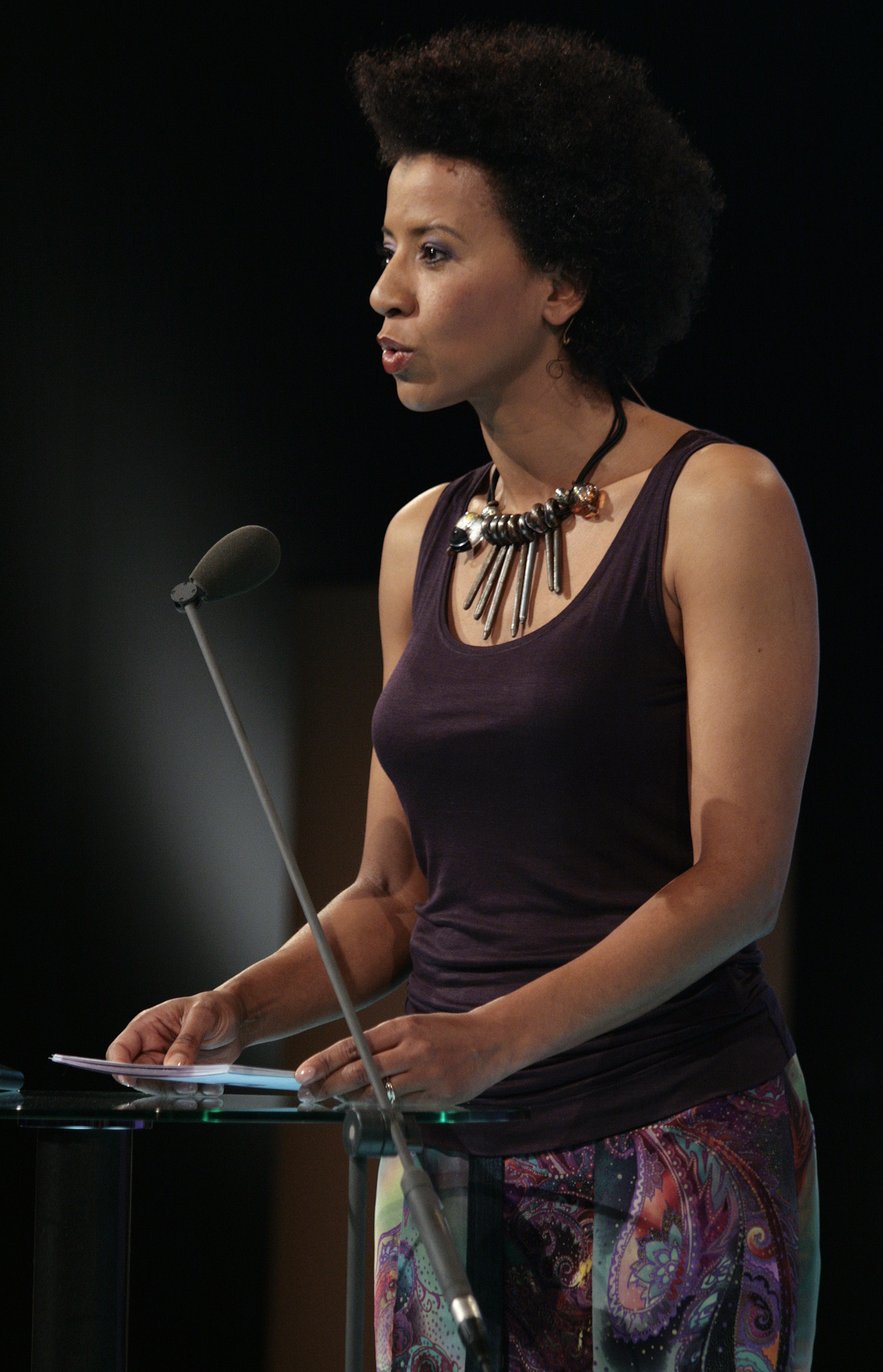
Arabella Kiesbauer moderiert die MiA-Awards, Wien 2009

Im Juli 1995 war Kiesbauer auf dem Cover und in der deutschen Ausgabe des Playboy zu sehen. Von 2002 bis 2009 moderierte sie die ORF-Castingshow Starmania.
Kiesbauer moderierte im Jahr 2003 das Finale von Popstars – Das Duell auf ProSieben. Außerdem war sie im Jahr 2003 Jurymitglied der Schweizer Castingshow MusicStar.
Die Fernsehshow Comeback – Die große Chance moderierte Kiesbauer im Jahr 2004. Nach der Einstellung der Sendung Arabella im Jahr 2004 war sie als Moderatorin für die neue Sendung Das Geständnis vorgesehen. Aufgrund von Differenzen über das inhaltliche Konzept beendete der Sender im gleichen Jahr die Zusammenarbeit mit Kiesbauer. Im selben Jahr unterschrieb sie einen Vertrag, welcher sie zur mehrfachen Moderation des Wiener Opernballs verpflichtete. 2004 wurde sie als österreichische Modebotschafterin des Schweizer Unternehmens Vögele Shoes tätig.
Ab dem 17. Januar 2006 moderierte sie auf N24 wöchentlich dienstags um 23.30 Uhr die Sendung Talk ohne Show, in welcher sie mit Gästen über gesellschaftspolitische Themen sprach. Ende des Jahres beendete Kiesbauer nach insgesamt 40 Folgen die Sendung aus persönlichen Gründen.
2012 feierte Kiesbauer mit einer Vorberichterstattung des Life Balls nach einer längeren Pause ihr TV-Comeback, 2013 war sie dafür ebenfalls wieder im Einsatz. 2012 bis 2014 sowie 2019 moderierte sie den Kiddy Contest auf PULS 4. Seit Mai 2014 moderiert sie seit der elften Staffel die österreichische Ausgabe der Doku-Soap Bauer sucht Frau beim Sender ATV. Gemeinsam mit Mirjam Weichselbraun und Alice Tumler moderierte sie die drei Shows des Eurovision Song Contest 2015 in der Wiener Stadthalle.
Im Januar 2021 wurde vom ORF bekanntgegeben, dass Kiesbauer erneut die Castingshow Starmania moderieren werde. Im Januar 2025 wurde bekannt, dass Kiesbauer die Moderation der Reality-Sendung Kampf der Realitystars – Schiffbruch am Traumstrand übernehmen wird. Ab Herbst 2025 wird Kiesbauer, als Nachfolgerin von Willi Gabalier, die Fernsehsendung Bares für Rares Österreich auf den Sendern Puls 4 und Joyn moderieren.

## Moderierte Sendungen
- 1987–1993: X-Large (ORF)
- 1994–2004: Arabella (ProSieben)

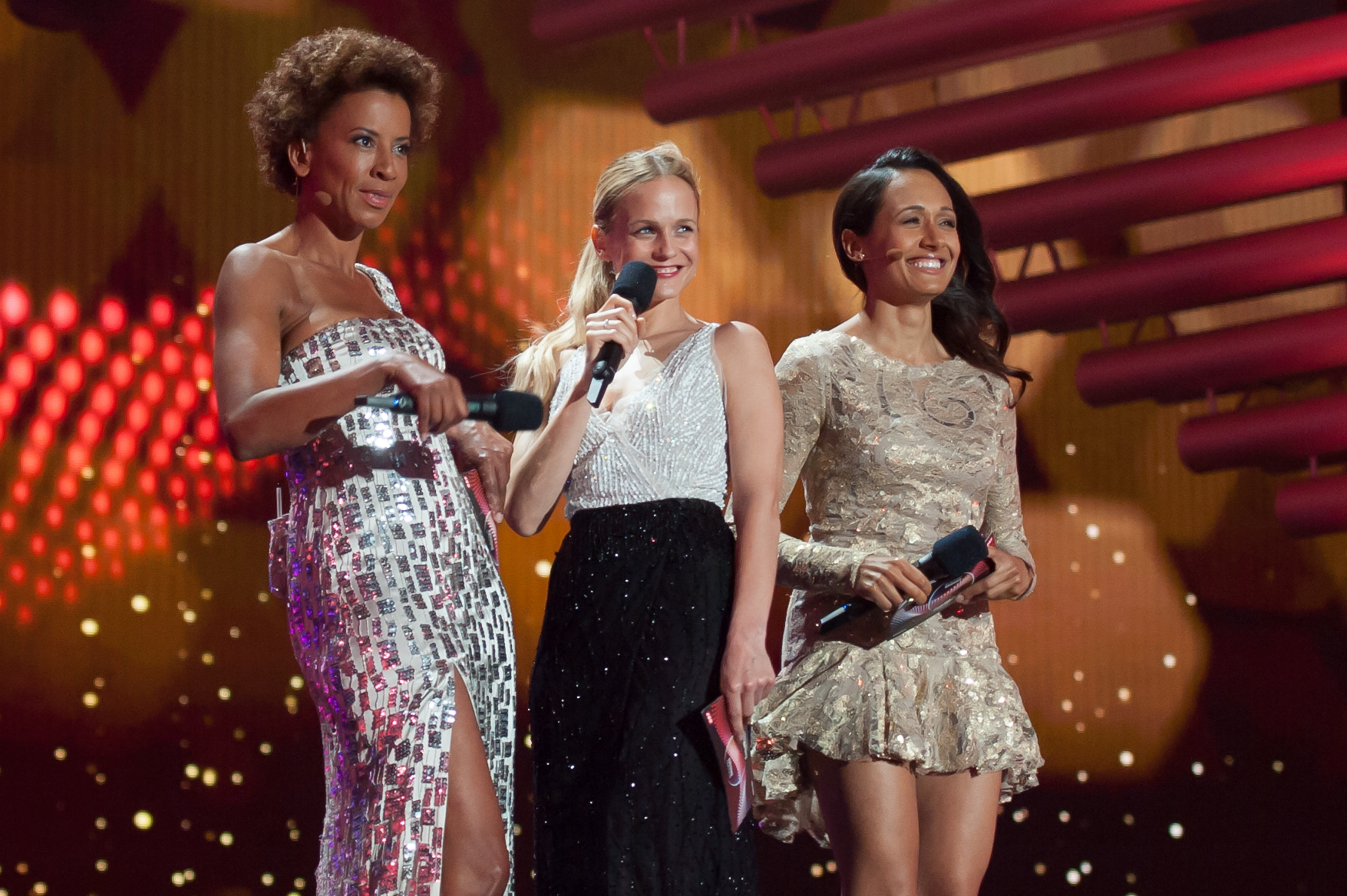
Kiesbauer moderiert mit ihren Kolleginnen den ESC 2015 in Wien

- 1996–1997: Arabella Night (ProSieben)
- 2002: Wen küsst die Braut?
- 2002–2003: Starmania (ORF)
- 2003–2004: Starmania NG (ORF)
- 2004: Opernball 2004 (ORF)
- 2004: Comeback – Die große Chance (ProSieben)
- 2004: Die Abschlussklasse (ProSieben)
- 2005: Opernball 2005 (ORF)
- 2005: Stars in der Manege (ARD)
- 2006: Arabella (auch: „Talk ohne Show“) (N24)
- 2006: Opernball 2006 (ORF)
- 2006–2007: Starmania 3 (ORF)
- 2007: Opernball 2007 (ORF)
- 2008–2009: Starmania 4 (ORF)
- 2012–2013: Life Ball (ORF)
- 2012–2014, 2019: Kiddy Contest (PULS 4)
- seit 2014: Bauer sucht Frau (ATV)
- 2015: Eurovision Song Contest 2015 (EBU/ORF)
- 2020: The Masked Singer Austria (PULS 4)
- 2021: Starmania21 (ORF)
- 2022: Starmania22 (ORF)
- seit 2025: Kampf der Realitystars – Schiffbruch am Traumstrand

Sie arbeitet auch als Moderatorin bei Betriebsfeiern, Benefiz- und Messeveranstaltungen.

## Alben
- 1994: Number one

## Filmografie
- 1996: Das Superweib (Conferenciere)
- 2004: Kommissar Rex: Nina um Mitternacht (Radiomoderatorin Nina Klaus)
- 2022: Das Traumschiff: Mauritius (Tänzerin Monika Bach)

## Bücher
- Mein Erfolgs-Programm (1998 Egmont VGS Verlagsgesellschaft mbH, Köln) ISBN 3-8025-1360-6
- Nobody is perfect (2001 Lübbe) ISBN 3-404-14246-2
- Mein afrikanisches Herz (mit Christian Nusser, September 2007 Pendo Verlag GmbH) ISBN 3-86612-132-6

## Sonstiges
- Am 9. Juni 1995 wurde auf sie im Rahmen einer rassistisch motivierten Anschlagserie ein Briefbombenattentat verübt, bei dem eine Assistentin leicht verletzt wurde.[25] Der Täter Franz Fuchs wurde am 1. Oktober 1997 gefasst und am 10. März 1999 unter anderem wegen vierfachen Mordes verurteilt. Fuchs nahm sich am 26. Februar 2000 das Leben.[26]

- Kiesbauer engagiert sich für die Menschenrechtsorganisation Survival International und unterstützt die Kampagne für das stark bedrohte Volk der Awá in Brasilien.[27]

- 2017 engagierte sich Kiesbauer im Nationalratswahlkampf für Sebastian Kurz und die ÖVP und trat in einem Wahlkampfvideo auf.[28][29]

- 2024 wurde in der von Joko Winterscheidt moderierten siebten Staffel von Wer stiehlt mir die Show? ihre damalige Talkshow auf ProSieben für das Ausscheiden der jeweiligen Verlierer als ironische Hommage genutzt.

## Auszeichnungen
- 1994: Bayerischer Fernsehpreis für die Talkshow Arabella
- 2003: Goldene Romy für „Starmania“
- 2007: Goldener Echo für „Opernball“
- 2013: Goldenes Verdienstzeichen der Republik Österreich für ihr Engagement als Kulturvermittlerin[6][30]